# Panasonic Lumix DMC-G70

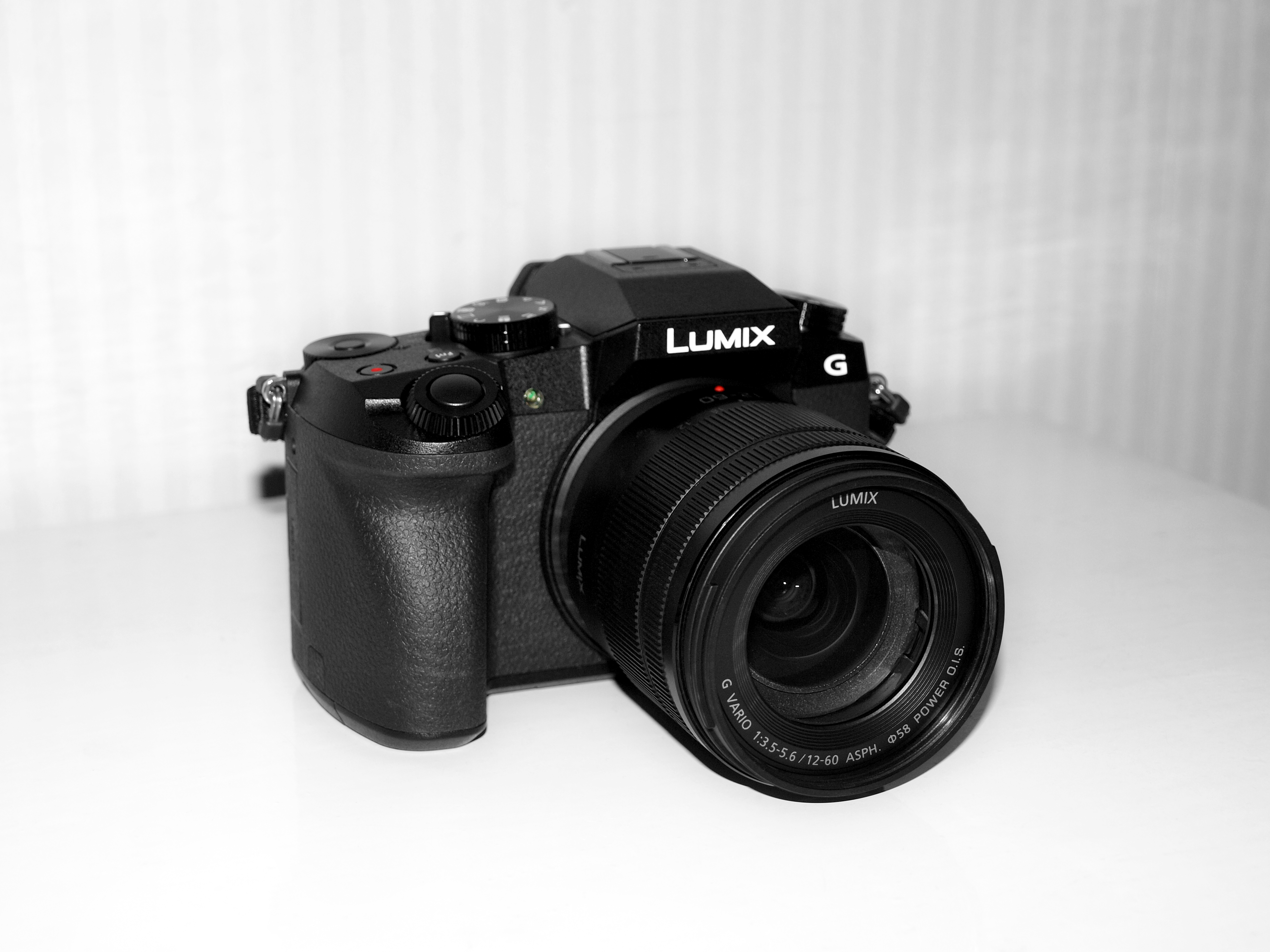
Panasonic Lumix DMC-G70 mit Objektiv Lumix G Vario 12-60 mm

Das spiegellose Systemkameragehäuse Panasonic Lumix DMC-G70 (international DMC-G7) mit einem Micro Four Thirds Bildsensor wurde vom Anbieter Panasonic 2015 auf dem Markt gebracht. 

## Beschreibung
Das Kameragehäuse verfügt über einer Live-MOS-Sensor und einem Venus-Engine-9-Image-Prozessor. Durch einen für die G70 entwickelten Sensor und Prozessor sind 8-fps-Videoaufnahmen mit Autofokus und einem Belichtungsindex bis zu ISO 25.600 möglich. Die Panasonic G70 unterstützt Videoaufnahmen in 4K-Auflösung und verfügt über eine WLAN-Schnittstelle für das Live-Monitoring und die Fernbedienung mittels Smartphone. Sie besitzt eine Bajonettaufnahme für Panasonic-Objektive.

## Rezension
Computerbild lobte, die G70 sei beim Kontrast-Autofokus schneller als der ihres Vorgängers G6. Auch sei die für Videoaufnahmen wichtige Schärfenachführung schneller als beim Vorgänger, erreiche aber dennoch nicht das Tempo und die Genauigkeit von DSLR-Kameras der gleichen Generation, wie etwa der Canon EOS 750D. Bei einem vergleichenden Warentest mit diesen beiden mit den Standardobjektiven der Kamera-Kits ausgestatteten Kameragehäuse war die G70K (mit dem Objektiv Lumix G Vario HD 14-42 mm) etwas schneller als die Canon 750D mit EF-S 18-55 mm IS STM und war in der Lage, Serienbilder mehr doppelt so schnell aufzunehmen.